# Möglingen (Öhringen)
Möglingen ist ein Dorf in Hohenlohe, das seit Ende 1972 zur Stadt Öhringen im baden-württembergischen Hohenlohekreis gehört. Der Ort hat heute 260 Einwohner.

## Geographie
Möglingen liegt im Nordwesten Öhringens am rechten Ufer des Kochers. Der Ort dehnt sich vom Kocher auf einem ansteigenden Hang etwa 500 Meter nach Nordwesten aus. Am gegenüberliegenden südlichen Kocherufer liegt Baumerlenbach, mit dem Möglingen eine gemeinsame Pfarrgemeinde bildet. Wenige Kilometer östlich liegt kocheraufwärts Ohrnberg, westlich von Möglingen liegt stromabwärts Hardthausen am Kocher.
In der sich über die Hochebene rechts des Kochertales weit nordwärts bis zum Klingenlauf des Fischbachs erstreckenden Stadtteilgemarkung Möglingens liegen auch das Einzelgehöft Erlenhof und noch nördlicher die zwei Siedlungsgruppen des Weilers Waldhöfe, alle am Lauf des Lehlesbachs. Diese Orte zeigt eine ältere topographische Karte aus der ersten Hälfte des 20. Jahrhunderts noch nicht, nach Bauform handelt es sich um Aussiedlerhöfe.
Nordwestlich der Waldhöfe liegt die Wüstung Rückertshausen im Gewann Rückertshof, wohl zu unterscheiden vom älteren Hof Ruckhardtshausen östlich der Waldhöfe, der schon zur Ohrnberger Stadtteilgemarkung von Öhringen gehört.

## Geschichte
Der Ort wurde 788 erstmals urkundlich erwähnt und zählte damals zum Brettachgau. Um 1400 war der Ort ein würzburgisches Lehen der Herren von Adelsheim, wenngleich Hohenlohe ebenfalls Rechte am Ort hatte. 1454 erwarben die Herren von Berlichingen das Würzburger Lehen der Adelsheimer und brachten in der Folgezeit auch sämtliche Hoheitsrechte in ihre Hand. Dadurch zählte der Ort zum Ritterkanton Odenwald. Bei der Mediatisierung der reichsritterschaftlichen Gebiete kam Möglingen 1803 zu Württemberg. Vor 1824 wurde der Ort zur selbstständigen Schultheißerei erhoben.
Kirchlich war Möglingen seit jeher Filialgemeinde von Baumerlenbach, die Reformation des Ortes wurde durch die Herren von Berlichingen durchgeführt. Bis zum Zweiten Weltkrieg war der Ort fast rein evangelisch, bevor der Zuzug von Heimatvertriebenen auch eine größere Zahl von Katholiken nach Möglingen führte.
Am 31. Dezember 1972 wurde Möglingen nach Öhringen eingemeindet.

## Sehenswürdigkeiten
- Die Evangelische Kirche war ursprünglich eine Turmchorkirche und weist noch Reste romanischer und gotischer Architektur auf. Das Langhaus wurde im Wesentlichen 1759 anstelle eines Vorgängerbauwerks errichtet, wovon eine Inschrift am Nordportal kündet. Nach Kriegsbeschädigung 1945 wurde die Kirche 1948/49 wiederhergestellt.
- Der ehemalige Bahnhof und die Gestaltung des ihn umgebenden Platzes erinnern an die Untere Kochertalbahn Bad Friedrichshall–Ohrnberg, die als Privatbahn der Württembergischen Eisenbahn-Gesellschaft (WEG) von 1913 bis 1993 über Möglingen verkehrte. 2008 wurde auf der Trasse ein Radweg eröffnet.[5]

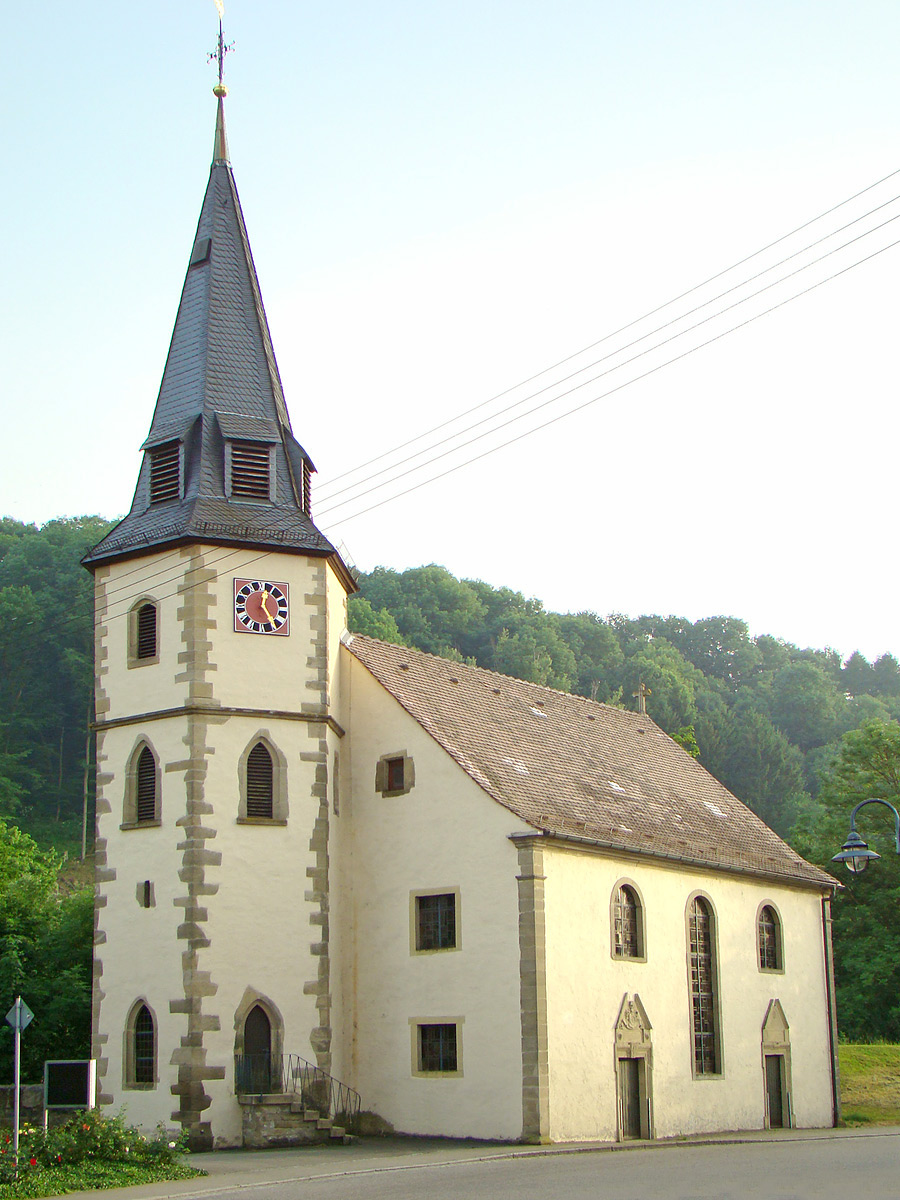
Evangelische Kirche
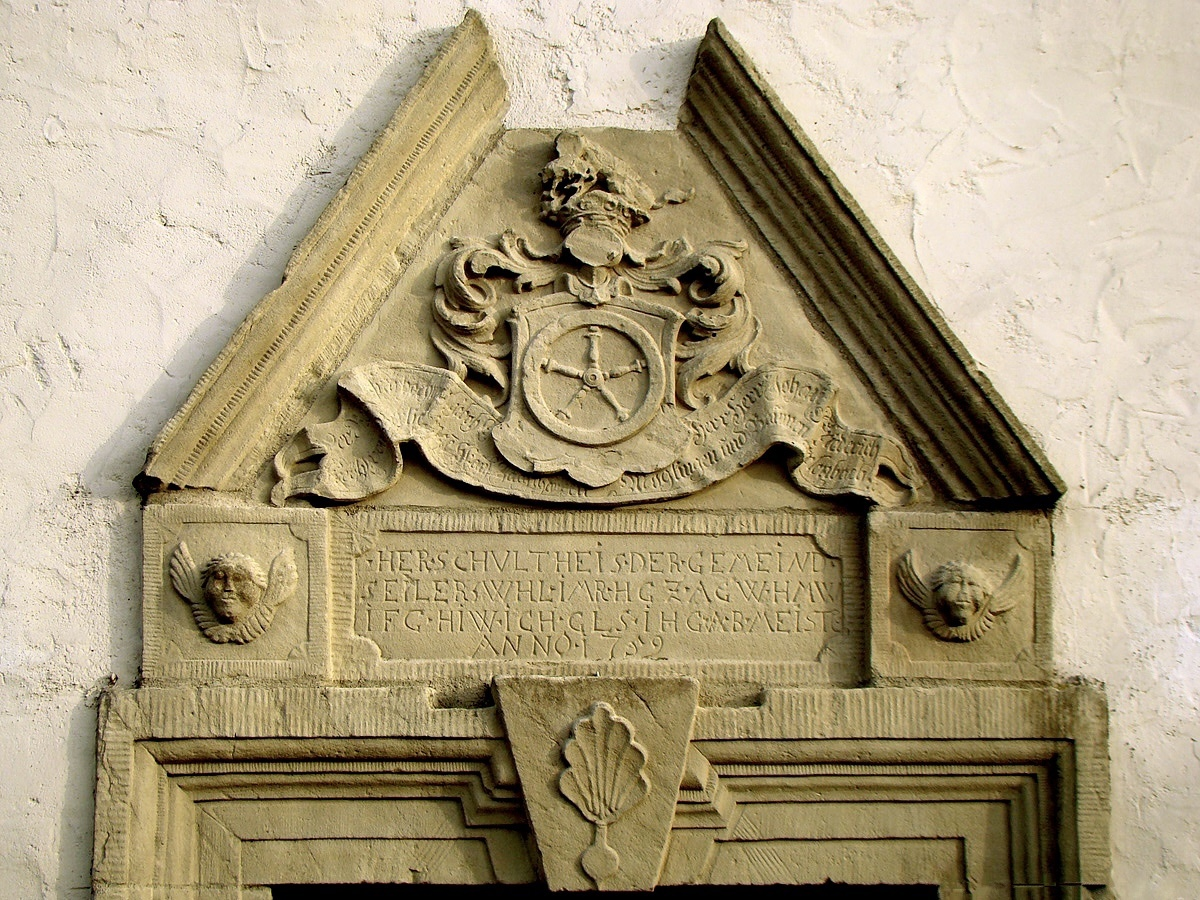
Portal der evangelischen Kirche
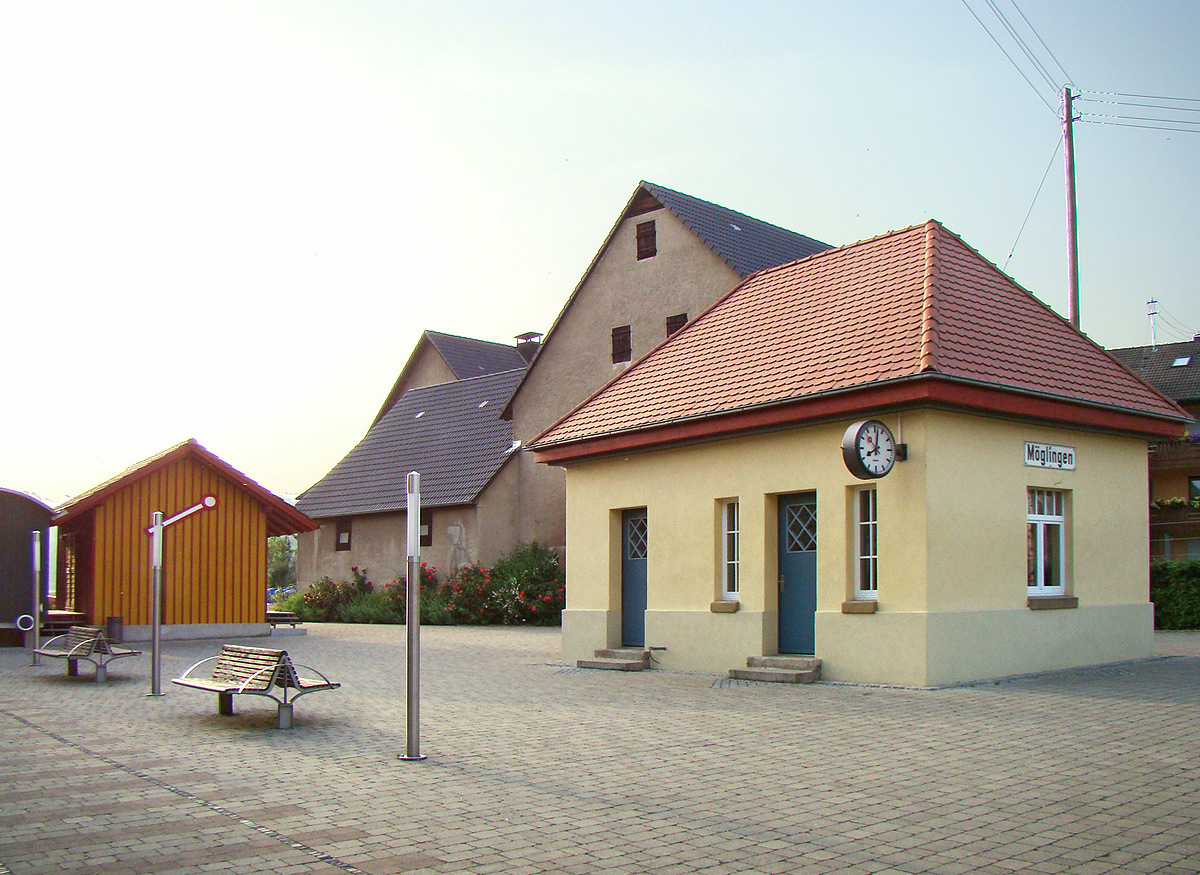
Alter Bahnhof

## Persönlichkeiten
- Kurt Weinmann (1922–2007), Chemiker und Unternehmer in der Chemieindustrie, geboren in Möglingen